# 西藏各地市地区生产总值列表
西藏自治区各地市地区生产总值列表收录各主要年份西藏自治区地级行政区（地区与地级市，合称“地市”）的地区生产总值（GDP）指标，当年数据参考次年底出版的《中国统计年鉴》和《西藏统计年鉴》。 

## 2015年
| 西藏自治区               | 1,026.39 | 164.79 |   |       | 31,999 | 5,138 |   | 100   |
| 拉萨市                   | 376.73   | 60.49  | 1 | 36.73 | 60,171 | 9,661 | 1 | 188.0 |
| 日喀则市                 | 166.85   | 26.79  | 2 | 16.27 | 22,469 | 3,608 | 5 | 70.2  |
| 昌都市                   | 132.02   | 21.20  | 3 | 12.87 | 19,228 | 3,087 | 7 | 60.1  |
| 林芝市                   | 104.33   | 16.75  | 5 | 10.17 | 49,039 | 7,873 | 2 | 153.3 |
| 山南地区                 | 113.62   | 18.24  | 4 | 11.08 | 32,384 | 5,199 | 4 | 101.2 |
| 那曲地区                 | 94.94    | 15.24  | 6 | 9.26  | 19,508 | 3,132 | 6 | 61.0  |
| 阿里地区                 | 37.12    | 5.96   | 7 | 3.62  | 36,378 | 5,841 | 3 | 113.7 |
| 本表注释：1. 2. 3. 4. 5. |          |        |   |       |        |       |   |       |

## 2009-2010
| 2010年西藏各地（市）GDP列表（单位：百万元） |        |        |        |                  |              |        |        |        |                  |              |
| 地区                                        | 2010年 | 2010年 | 2010年 | 2010年           | 2010年       | 2009年 | 2009年 | 2009年 | 2009年           | 2009年       |
| 地区                                        | 位次   | 本币   | 美元   | 占全区 比重（%） | 年增幅 （%） | 位次   | 本币   | 美元   | 占全区 比重（%） | 年增幅 （%） |
| 西藏总计                                    |        | 50,746 | 7,496  | 100              | 12.3         |        | 44,136 | 6,461  | 100              | 12.4         |
| 拉萨市                                      | 1      | 17,891 | 2,643  | 35.26            | 13.0         | 1      | 15,427 | 2,258  | 34.95            | 12.7         |
| 日喀则地区                                  | 2      | 8,640  | 1,276  | 17.03            | 11.7         | 2      | 7,551  | 1,105  | 17.11            | 11.8         |
| 昌都地区                                    | 3      | 6,707  | 991    | 13.22            | 12.1         | 3      | 5,790  | 848    | 13.12            | 12.2         |
| 林芝地区                                    | 4      | 5,369  | 793    | 10.58            | 13.0         | 4      | 4,577  | 670    | 10.37            | 13.5         |
| 山南地区                                    | 5      | 5,305  | 784    | 10.45            | 12.3         | 5      | 4,548  | 666    | 10.30            | 12.5         |
| 那曲地区                                    | 6      | 5,115  | 756    | 10.08            | 11.3         | 6      | 4,511  | 660    | 10.22            | 11.4         |
| 阿里地区                                    | 7      | 1,848  | 273    | 3.64             | 11.5         | 7      | 1,634  | 239    | 3.70             | 11.3         |

## 备注
- 人均GDP：人均GDP（人均国内生产总值、人均地区生产总值）为一个国家（或地区）的按居民人口核算的GDP平均值；年度人均GDP则为年度GDP总量与年度平均居民人口比值。年度平均居民人口亦即年中居民人口（年中人口），为上年末与本年末居民人口平均值。由于中国内地长期实行户籍管理，户籍人口资料齐全，以前人均GDP核算采用户籍人口。随着市场经济的发展，人口流动性增加，用户籍人口核算已经不能反映实际情况。2004年国家统计局提出实行按常住人口核算人均GDP，允许两年的过渡期。有关中国内地人均GDP指标，非特别证明，则指按常住人口计算[2]。
- ^   “中国GDP”数据类型：GDP核算分为季度核算和年度核算。全国GDP数据由国家统计局统一对外公布，分年度“预计数”（年份前家“e”）、年度“初步核算数” （年份前家“p”）、年度“初步核实数”（年份前家“r”）、年度“最终核实数”（年份前家“r”）与“修正数据”五个类型，季度初步核算数、季度初步核实数、季度最终核实数。其中“预计数”属于估算数；“初步核算数”则于次年《年国民经济和社会发展统计公报》中发布；“初步核实数”则于次年出版的《统计年鉴》中发布；“最终核实数”则于隔年出版的《统计年鉴》中发布；“修正数据”则按照经济普查的结果修正，其中经全国经济普查之后修订数据，修订之后不再有变化。
- ^   中国官方对外公布按照生产法、收入法和支出法计算的GDP，以按照生产法和收入法混合计算的GDP为标准。
- ^ 地区生产总值（GDP或GRP）数据来自各省、自治区、直辖市统计局的国民经济核算资料，见诸于统计年鉴、经济年鉴。关于“地区生产总值”中文名称：国家统计局规定，自2004年开始，各地GDP中文名称改为“地区生产总值”，特定地区的GDP用行政区的名字作定语，如“XX省生产总值”，简称为“XX省GDP”。各地GDP称为“各地生产总值”。常见的有（自治区）区内生产总值、（省）省内生产总值、（县）县内生产总值[3]。
- ^   1978-2003年历年GDP：1992年进行第一次全国第三产业普查之后，已经对1978年至1992年的GDP历史数据进行过修订。1993-2004年历年GDP：2004年第一次全国经济普查已对历年数据作出了修订，参见2006年及其之后各年份地方《统计年鉴》与《中国统计年鉴》。
- ^   2004-2008年历年GDP：2004年第二次全国经济普查已对历年数据作出了修订，参见2010年及其之后各年份地方《统计年鉴》与《中国统计年鉴》。
- ^   2009年及其以后年份GDP：中国国家统计局每年将对数据作出修订，每年的修订结果见诸隔年的《统计年鉴》，如2009年GDP第一次核实数据在2011年《统计年鉴》上公布核实后的修订修订数据。GDP最终修订数据参见之后的全国经济普查。
- ^   “本币”即人民币（CNY），人民币折算美元（USD），按国家统计局每年公布的年均价换算（参见人民币汇率）。
- ^ 购买力平价（PPP），根据IMF（国际货币基金组织）对各经济体历年GDP本币与购买力核算指标推算。购买力平价使用“国际元”，英文即international dollar，缩写为Intl. $）；或国际货币单位（英文即unit of International currency，缩写ICU。购买力平价指标以1美元在美国的平均购买力为参考基数，故1国际元亦即1美元在美国的购买力，故1国际元即等于1美元，常直接使用美元计量。鉴于购买力平价指标每半年修改一次，购买力平价折算指标仅供参考。
- ^  人民币购买力平价（CNY） ：根据2011年4月更新的数据，2010年中国GDP总量397,983亿元，按购买力平价合100,857.1亿国际元， 购买力平价指数3.9460人民币合1国际元；2009年中国GDP总量340,902.8亿元，按购买力平价折合90,573.8亿国际元，购买力平价指数3.7638人民币合1国际元；其他年份参见人民币汇率。人民币购买力平价参考来源：根据IMF - WEO数据推算，推算数据参见人民币汇率#购买力平价。
- ^   由于采取分级核算，地区生产总值（GDP）省级数据相加不等于内地全国总计；同理，地级层次数据累加不一定等于省级总计；县级累加不一定等于地区级总计。
- ^   地理区域内人均GDP：使用加权平均法推算。地理区域指特定的区域，常指按照地理区域划定的经济大区，如中国中部经济区；省层次下的区域，如广东省的粤北山区。区域内GDP总量从GDP1…GDPn之和；对应人均GDP为各个区划单位的人均GDP1...人均GDPn，区域内人均GDP＝(人均GDP1×GDP1 + … + 人均GDPn×GDPn)/(GDP1 + … + GDPn)

| - ^ 港币（HKD）：港币兑美元汇率，2010年按7.7692港币合1美元，2009年7.7520合1美元，2008年7.7870合1美元，2005年7.7770合1美元，2000年7.7910合1美元。港币购买力平价根据IMF发布数据推算，2010年按5.366港币合1国际元，2009年5.370合1国际元，2008年5.453合1国际元，2005年5.688合1美元，2000年7.482合1国际元。 - ^ 澳门币（MOP）：澳门币兑美元汇率按兑港币固定汇率推算，2010年按8.0023澳门币合1美元，2009年7.9842合1美元，2008年8.0206合1美元，2005年8.0109合1美元，2000年8.0260合1美元。澳门币购买力平价以1港币兑换1.03澳门币固定汇率推算，2010年按5.5270澳门币合1国际元，2009年5.5311合1国际元，2008年5.6166合1国际元，2005年5.8586合1国际元，2000年7.7065合1国际元。 |

## 资料来源
1. ↑  2010年度基于本币（人民币）核算数据来源于《西藏统计年鉴2011》（ISBN 978-7-89468-187-4）；美元折算来源于《中国统计年鉴2011》（ISBN 978-7-89468-215-4）及其之后各年份发布的人民币对美元年平均汇率折算，2010年均价中间价1美元合6.7695人民币（参见人民币汇率）。
2. ↑  中国内地使用常住人口计算地区人均GDP
3. ↑  关于“地区生产总值”中文名称：《国家统计局关于改进和规范地区GDP核算的通知》（国统字[2004]4号）：地区GDP的中文名称改为“地区生产总值”；特定地区的GDP用行政区的名字作定语，如“XX省生产总值”，简称为“XX省GDP”。各地GDP称为“各地生产总值”。